# Radosław Liszewski
Radosław Liszewski (ur. 18 maja 1976 w Sejnach) – polski piosenkarz, lider i wokalista zespołu Weekend.

## Życiorys
Od dziewiątego roku życia uczył się gry na instrumentach perkusyjnych. W szkole średniej założył wraz z grupą kolegów zespół rockowy, występując kilkukrotnie w lokalnych klubach. Szkoły średniej nie ukończył.
Pod koniec lat 90. żywo zainteresował się gatunkiem disco polo. W 1997 założył zespół Weekend, w którym pisze teksty, komponuje, a także jest głównym wokalistą. Wiosną 2001 roku wraz z zespołem Weekend zadebiutował na antenie telewizji Polsat w programie Disco Polo Live. W 2006 członkowie zespołu wystąpili w magazynie Uwaga! w odcinku z serii Kulisy sławy. Radosław Liszewski jest także kompozytorem i aranżerem utworów dla innych wykonawców m.in. Skalar, Mister Night, Rytmical i Cliver. Wydany w 2012 utwór zespołu Weekend „Ona tańczy dla mnie” i teledysk do niego zyskały dużą popularność, zajmując zarazem 17. miejsce na światowej liście przebojów tegoż portalu. Po sukcesie „Ona tańczy dla mnie” Weekend stał się rozpoznawalny i odbył szereg tras koncertowych, występując zarówno w Polsce jak i innych krajach. Zainteresowanie grupą wykazały także media; sam Liszewski często występował w różnych programach telewizyjnych (np. Rozmowy w toku, Kuba Wojewódzki, Ale mądrale!).
W kwietniu 2013 pojawił się gościnnie w odcinku serialu Szpital, wcielił się w rolę przyjaciela mężczyzny, który przedawkował alkohol. W sierpniu 2013 podczas realizowania teledysku na torze wyścigowym uczestniczył w wypadku samochodowym; odniósł niewielkie obrażenia, lecz ciężko poszkodowany został operator kamery. W 2014 wystąpił w filmie fabularnym pt. Disco polo, w którym zagrał postać lidera zespołu Fałszywy Laser. Rok później został uczestnikiem programu Celebrity Splash!, gdzie dotarł do półfinału.
1 stycznia 2018 był uczestnikiem noworocznego 101. odcinka teleturnieju Koło Fortuny. Jesienią 2021 uczestniczył w 12. edycji programu Dancing with the Stars. Taniec z gwiazdami, w parze z Lenką Klimentovą zajął ósme miejsce.

## Życie prywatne
Jest żonaty z Dorotą, mają dwóch synów: Norberta i Jakuba. Mieszka w Sejnach.